# Ryszard Staniek
Ryszard Staniek, né le 13 mars 1971 à Zebrzydowice (Pologne), est un footballeur polonais, qui évoluait au poste de milieu de terrain à l'Odra Wodzisław Śląski, au Górnik Zabrze, à Osasuna, au Legia Varsovie, à l'Odra Opole, au Piast Gliwice et au GKS Jastrzębie ainsi qu'en équipe de Pologne.
Staniek marque un but lors de ses douze sélections avec l'équipe de Pologne entre 1992 et 1996.

## Carrière
- 1988-1990 :  Odra Wodzisław Śląski
- 1990-1993 :  Górnik Zabrze
- 1993-1995 :  Osasuna
- 1995-1998 :  Legia Varsovie
- 1998-2000 :  Odra Wodzisław Śląski
- 2000-2001 :  Odra Opole
- 2001-2002 :  Piast Gliwice
- 2002-2005 :  GKS Jastrzębie [2]

## Palmarès

### En équipe nationale
- 12 sélections et 1 but avec l'équipe de Pologne entre 1992 et 1996.
- Médaillé d'argent aux Jeux olympiques d'été de 1992 à Barcelone

### Avec le Legia Varsovie
- Vainqueur de la Coupe de Pologne en 1997
- Vainqueur de la Supercoupe de Pologne en 1997